# محمدرضا جوادی یگانه
محمدرضا جوادی یگانه (زاده فروردین ۱۳۴۸) دانشیار جامعه‌شناسی و عضو هیئت علمی دانشکده علوم اجتماعی دانشگاه تهران است که از شهريور ۱۴۰۳ مشاور اجتماعی و رئیس مرکز ارتباطات مردمی نهاد ریاست‌جمهوری است.

## زندگی‌نامه
جوادی یگانه در دبستان قدس در خیابان منیریه و بعد در مدرسه راهنمایی و دبیرستان مفید تحصیل کرده‌است.
بعد از انصراف از رشته الکترونیک دانشگاه صنعتی شریف، در سال ۱۳۷۰ در پژوهشگری علوم اجتماعی دانشگاه تهران تحصیلات دانشگاهی خود را شروع کرد. جوادی‌یگانه مدیر کل پژوهش‌های رادیو و سردبیر مجله رادیو و همایش دین و رسانه بوده‌است و سابقه همکاری با دانشگاه علوم بهزیستی و توانبخشی، پژوهشگاه علوم انسانی و مطالعات فرهنگی، و مرکز مطالعات و برنامه‌ریزی شهر تهران را داشته‌است. او از سال ۱۳۹۳ تا ۱۳۹۶ رئیس پژوهشگاه فرهنگ، هنر و ارتباطات بوده‌است و از سال ۱۳۹۷ تا ۱۴۰۰ معاون امور اجتماعی و فرهنگی شهرداری تهران بوده‌است.

## تحصیلات
در سال ۱۳۷۷ از پایان‌نامه کارشناسی ارشد خود در رشته جامعه‌شناسی دانشگاه علامه طباطبایی با عنوان «ایدئولوژی‌های سیاسی حاکم بر برنامه اول و دوم توسعه» به راهنمایی محمد عبداللهی دفاع کرد.
در سال ۱۳۸۳ از رساله دکتری جامعه‌شناسی خود با عنوان «دوراهی اجتماعی: تعارض بین نفع فردی و نفع جمعی» به راهنمایی مسعود چلبی در دانشگاه تربیت مدرس دفاع کرد.
او از سال ۱۳۸۳ تاکنون در گروه جامعه‌شناسی دانشگاه تهران مشغول به کار است. حوزه‌های تدریس و پژوهش او، تاریخ اجتماعی ایران و جامعه‌شناسی تاریخی، جامعه‌شناسی ادبیات، جامعه‌شناسی فرهنگی، بازاریابی اجتماعی و اخلاق اجتماعی است.

## دیدگاه‌ها
- محمدرضا جوادی یگانه در دوره مسئولیت معاونت امور اجتماعی و فرهنگی شهرداری تهران با صدور بخشنامه‌ای در مورد پرهیز از «نمایش حاجی‌فیروز با صورت سیاه در کارناوال‌های نوروزی شهرداری تهران» به بحث‌های نژادپرستی در ایران دامن زد؛[۲۱] او معتقد است؛ چهره سیاه حاجی فیروز در آستانه نوروز در ایران رفتاری نژادپرستانه است[۲۲] و دامن زدن به تبعیض علیه سیاه‌پوستان ایرانی است.[۲] این اظهار نظر او واکنش‌های زیادی را در فضای رسانه‌ای رسمی و فضای مجازی برانگیخت[۲۳][۲۴][۲۵] و عده‌ای در نقد تلقی نژادپرستی از سیاه بودن حاجی فیروز سخن گفتند.[۲۶]
- محمدرضا جوادی یگانه معتقد است؛ خلقیات و اخلاقی عمومی جامعه ایرانی دچار چالش و بحران است و راه گذار از این وضعیت را اصلاح ساختارهای اجتماعی می‌داند.[۲]
- این پژوهشگر اجتماعی معتقد است دروغ بحران بنیادین حیات اجتماعی ایرانیان است و منتقد دیدگاه صاحبان قدرت در مشروعیت دادن به دروغ است.[۲۷]